# Lasiopetalum schulzenii
Lasiopetalum schulzenii är en malvaväxtart som först beskrevs av Ferdinand von Mueller, och fick sitt nu gällande namn av George Bentham. Lasiopetalum schulzenii ingår i släktet Lasiopetalum och familjen malvaväxter. Inga underarter finns listade i Catalogue of Life.